# Кохинор
„Кохинор“ (на персийски: کوۂ نور – „планина от светлина“) е известен брилянт с над двехилядигодишна история.
Никога не е бил продаван за пари. Открит е от роб в Индия още през 56 г. пр.н.е. В многовековната му история се преплитат човешки съдби, войни, приятелство и любов. В древността индийците смятали, че срещу Кохинор може да се купи толкова ориз, че да се нахрани до насита цялото човечество за ден и половина.
През 1304 г. султан Аладин Хили отнема диаманта от цар Малви и го занася в Делхи. През 1526 г. кабулският цар Бабур нахлува в Индия. Синът му Хумаюз подарява диаманта на персийския шах и така скъпоценният камък сменя родината си и се озовава в Персия.
По-късно обаче диамантът е върнат като подарък в Индия, но отново се озовава в Персия. През лятото на 1738 г. персийският шах Надер напада Индия и разбива войските на Великия могол Мохамед шах, а диамантът, както и прословутият Паунов трон на шах Джахан, стават негови трофеи. Когато го вижда, Надер възкликва: „Кох-и-нур!“ („Планина от светлина!“) Така елмазът получил названието си. През 1747 г. шах Надер е убит от собствената си стража. Генерал Абдали, получавайки скъпоценния камък, го отнася със себе си при бягството си в Афганистан.
През 1813 г. лахорският цар Ранжит Сингх връща диаманта обратно в Индия със силата на оръжието. По негова заповед „Кохинор“ е поставен в гривна, която царят носи на всички приеми. Когато през 1848 г. избухва Въстанието на синкхите, всички скъпоценности в двора на индийския цар са обявени за военни трофеи и отнесени в Англия. Диамантът е обработен отново и масата му става 21,2 грама.
През 1911 г. „Кохинор“ е поставен в Малката кралска корона на Великобритания, изработена за кралица Мария.
Имало е опит за разрязването на диаманта. Искали да го срежат на 3 части. Но щом докоснали диаманта, той сменил цвета си и станал черен. Бижутерът от страх се самоубил, а на сутринта намерили диаманта, който възвърнал отново цвета си.
Редица индийски правителства са изисквали връщането на диаманта в Индия. Такава претенция са изявили също Пакистан и в последно време Иран.
Кралица Виктория била силно впечатлена от необработения диамант във формата на яйце и решила да украси короната си с него. През 1852 година в тържествена обстановка в присъствието на принц Алберт и Виктория върху „Кохинор“ била изпробвана първата машина за шлифоване. Били похарчени 8000 лири стерлинги, обаче резултатът не удовлетворил краля – камъкът само придобил плоска форма и завинаги загубил теглото си, намалявайки до 109 карата. Обработката на Кохинор продължила 38 дни, но въпреки това предизвикала голямо разочарование в британската кралска фамилия. От диаманта, който в необработено състояние бил 186 карата, останали 106. Тогава било решено да се сложи във втората корона, която по традиция принадлежи на съпруга или съпругата на краля/кралицата на Великобритания. През 1911 г. бил поставен в короната и вече повече от 100 години краси британския символ на властта.